# Korsholm (Hörby)
Korsholm is een plaats in de gemeente Hörby in Skåne, de zuidelijkste provincie van Zweden. De plaats heeft 58 inwoners (2010) en een oppervlakte van 10 hectare.